# Marché Cambo
Le marché Cambo est un marché couvert situé au sein du marché aux puces de Saint-Ouen (Seine-Saint-Denis), en France. Créé en 1970, il se situe au 75 rue des Rosiers, au coin de la rue Marie-Curie.

## Histoire
Au lendemain de la Seconde Guerre mondiale, de nombreux commerces locaux du marché aux puces de Saint-Ouen sont rachetés par des antiquaires, des brocanteurs ou d'autres artisans travaillant à la remise en état des meubles et objets anciens. Cette prolifération inquiète la mairie.
En 1949, les locataires des locaux commerciaux se regroupent en une amicale avec l'ambition de créer un marché bien organisé, traversé par des allées goudronnées. C'est dans ce contexte que le construction et l'implantation des stands des puces se conforment aux projets d'urbanisme et de la municipalité.
Après l'implantation du marché Paul-Bert, le marché Cambo s'installe dans un ancien magasin de meubles de style en 1970. Au total, on compte une trentaine de stands sur deux étages. Le marché est couvert et apprécié en hiver pour la chaleur. Dès sa création, on y trouve de nombreux objets de décoration, des meubles Napoléon III et régionaux.